# امباتومانگا، اریونیمامو
امباتومانگا، اریونیمامو (به لاتین: Ambatomanga, Arivonimamo) یک سکونتگاه مسکونی در ماداگاسکار است که در ایتاسی واقع شده‌است.

## خصوصیات
امباتومانگا ۱۱٬۰۰۰ نفر جمعیت دارد و ۱٬۳۰۴ متر بالاتر از سطح دریا واقع شده‌است.